# Odile
Pour les articles homonymes, voir Sainte-Odile.
Odile est un prénom féminin, dérivé du prénom médiéval Odilia, lui-même construit sur la base germanique od-, qui signifie biens, richesse, d'où prospérité et félicité.
Il est fêté le 14 décembre en référence à sainte Odile, patronne de l'Alsace.

## Popularité du prénom
En France, environ 81 000 personnes sont prénommées Odile, avec un nombre d'une cinquantaine de naissances estimées en 2010.

## Variantes
En français, Odile a pour variantes Odille, Othilde et Othilie (dérivé d'Othon, du germain odo et theudo), pour composés Marie-Odile et Rose-Odile  et pour forme masculine Odilon.
Variantes linguistiques
- en allemand : Ottilie ;
- en hongrois : Otília, Ottília ;
- en néerlandais : Odilia ;
- en polonais : Otylia ;
- en suédois : Ottilia.

## Personnalités portant ce prénom
- Pour voir toutes les pages commençant par Odile, consulter la liste engendrée automatiquement pour Odile.
- Sœur Odile (1931-2010), religieuse-ouvrière dominicaine française.

## Personnages de fiction
- Dans le ballet Le Lac des cygnes, Odile - fille du sorcier Rothbart, et toute vêtue de noir (le cygne noir) - se fait passer pour la princesse Odette (le cygne blanc).
- Présente comme personnage de fiction dans les contes pour enfants syriens, Sa Majesté Odile, du comté des oliviers et des citronniers est un personnage haut en couleur qui fait preuve de gourmandise et de malice.